# 斓巾

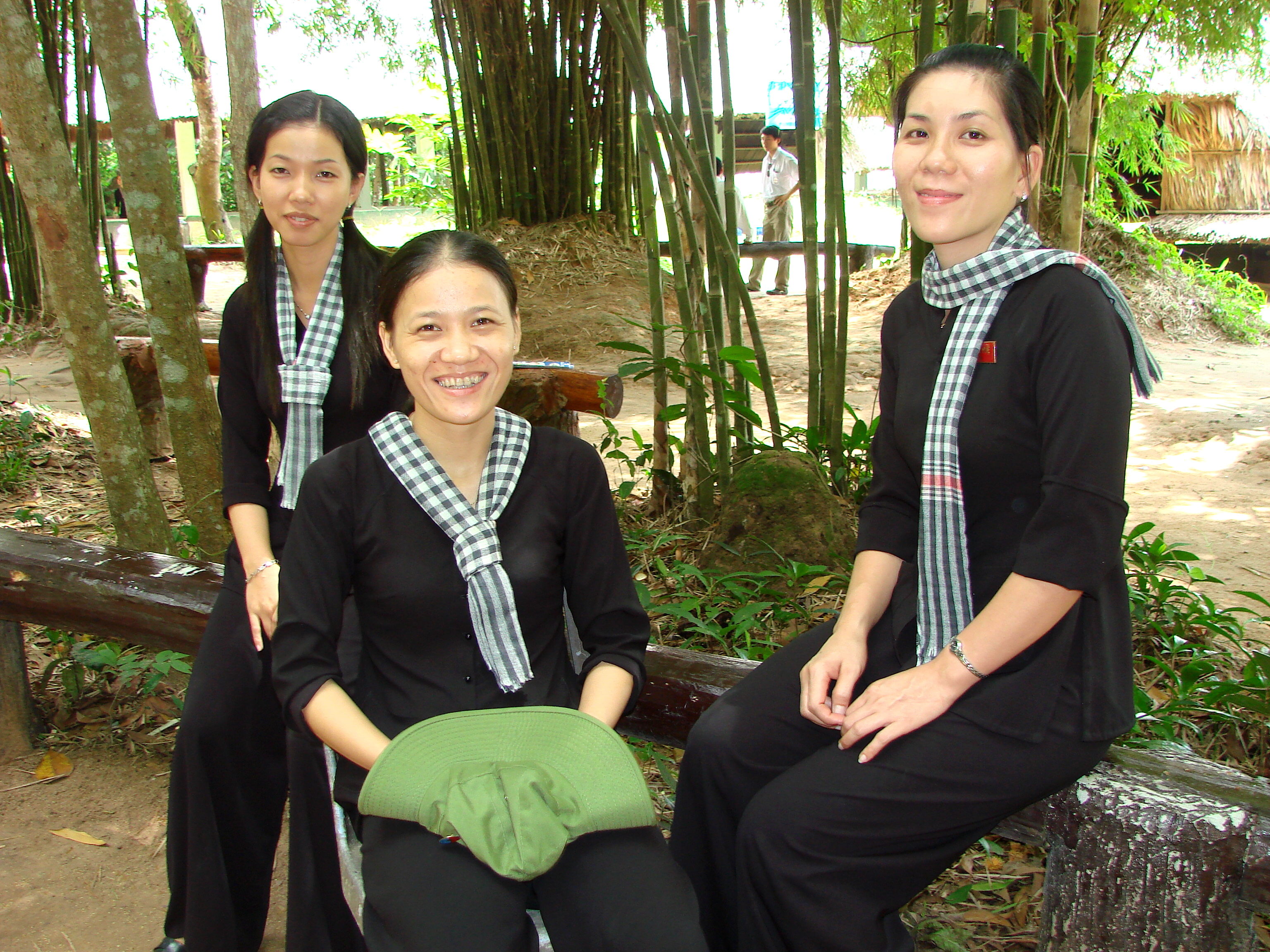
身着斓巾与三妑襖的女子

斓巾（越南语：／）是一种自近代起流行于越南湄公河三角洲地区的黑白格仔围巾，其起源自高棉人的格罗麻。
在越南战争期间，紅色高棉和越共士兵穿着不同的围巾以识别敌我。